# Domícia (gente)
A gente Domícia (em latim: gens Domitia; pl.: Domitii) foi uma família plebeia da Roma Antiga. O primeiro desta gente a alcançar alguma proeminência foi Cneu Domício Calvino, cônsul em 332 a.C. Seu filho, Cneu Domício Calvino Máximo, foi cônsul em 283, e o primeiro censor plebeu. Depois disto, a família produziu uma série de importantes generais para o exército romano e, no final da era republicana, os Domícios eram tidos como uma das mais ilustres gentes em Roma.

## Prenomes
O prenome mais associado com os Domícios foi Cneu. Os Domícios Calvinos também utilizaram Marco e os Domícios Enobarbos, Lúcio.

## Ramos e cognomes
Durante o período republicanos, havia apenas dois ramos da gente Domícia, os Enobarbos (Ahenobarbi) e os Calvinos (Calvini), e, com exceção de umas poucas pessoas desconhecidas citadas em passagens isoladas de Cícero, não existe nenhum caso conhecido sem um cognome.
"Calvino", o nome da família mais antiga dos Domícios, deriva do adjetivo latino calvus, que significa "calvo" ou "careca". A forma estendida "calvino" pode ser considerada como um diminutivo ou pode ser uma referência ao fato de que o primeiro dos Domícios chamado assim era apenas parcialmente calvo.
Já "Enobarbo" é uma referência aos cabelos ruivos que muitos de seus membros tinham. Para explicar o nome, que significa "barba vermelha" (literalmente "barba bronze"), e para anotar uma antiguidade distante à família, dizia-se na época que os Dióscuros anunciaram a um de seus ancestrais a vitória dos romanos sobre os latinos na Batalha do Lago Regilo (498 a.C.) e, para confirmar a veracidade do que disseram, tocaram os seus cabelos e a barba, que imediatamente ficaram vermelhos.

## Membros
Esta lista inclui prenomes abreviados. Para uma explicação da prática, veja convenção romana de nomes.

### Domícios Calvinos
- Cneu Domício Calvino, cônsul em 332 a.C.[9]
- Cneu Domício Calvino Máximo, dito "Máximo", cônsul em 283 a.C., conseguiu uma grande vitória sobre os gauleses e etruscos; ditador em 280; depois de deixar o cargo, Calvino tornou-se o primeiro censor plebeu.[10][11][12][13][14][15][16]
- Domício Calvino, como pretor, conquistou a cidade etrusca de Luna, que havia sido ocupada pelos ilírios. O ano incerto, mas deve ter ocorrido depois da Primeira Guerra Púnica.[17][18][19]
- Marco (ou Lúcio) Domício Calvino, pretor em 80 a.C. e enviado, como procônsul, para a Hispânia Citerior. Em 79 a.C., foi convocado para a Hispânia Ulterior por Quinto Cecílio Metelo Pio, que precisava de ajuda para combater Sertório, mas foi derrotado e morto por Lúcio Hirtuleio, questor de Sertório, perto de Anas.[20][21][22][23][24]
- Cneu Domício Calvino, cônsul em 53 e 40 a.C., e aliado tanto de César quanto de Otaviano.

### Domícios Enobarbos
- Cneu Domício Enobarbo, cônsul em 192 a.C. Foi enviado para lutar contra os boios.[25][26]
- Cneu Domício Enobarbo, cônsul sufecto em 162 a.C.[27][28][29]
- Cneu Domício Enobarbo, cônsul em 122 a.C. Foi enviado para lutar contra os alóbroges, que ele conquistou no ano seguinte, o que lhe valeu um triunfo em 120. Foi censor em 115.[30][31][32][33][34][35][36]
- Domícia, esposa de Quinto Lutácio Cátulo, cônsul em 102 a.C.
- Cneu Domício Enobarbo, cônsul em 96 a.C. e censor em 92 junto com Lúcio Licínio Crasso, o orador. Conhecido por seus modos simples, gênio severo e rancores secretos. Crasso afirmou, sobre ele, que "não é de se estranhar que o homem tenha a barba de bronze, pois já tem a boca de ferro e o coração de chumbo".[37][38][39][40][41][42][43][44]
- Lúcio Domício Enobarbo, cônsul em 94 a.C. Como pretor na Sicília depois da Segunda Guerra Servil, quando os escravos foram proibidos de portar armas, ordenou que um escravo fosse crucificado por ter matado um javali selvagem com uma lança de caça. Durante a guerra civil entre Mário e Sula, ficou do lado deste e foi assassinado em Roma pelo pretor Lúcio Júnio Bruto Damásipo, por ordem do jovem Mário.[45][46][47][48][49]
- Cneu Domício Enobarbo, genro de Cina e, portanto, aliado de Mário. Proscrito por Sula, que ascendeu ao poder em 82 a.C., fugiu para a África, onde arregimentou um exército, mas acabou derrotado e morto por Pompeu.[4][50][51][52][53]
- Lúcio Domício Enobarbo, cônsul em 54 a.C. Originalmente um opositor do Primeiro Triunvirato, passou depois para o lado de Pompeu contra César, contra quem ele lutou ferozmente durante a guerra civil. Caiu em combate na Batalha de Farsalo, em 48 a.C.[54][55][56][57][58][59]
- Cneu Domício Enobarbo, pretor em 54 a.C. Presidiu o segundo julgamento de Marco Célio Rufo.[60]
- Cneu Domício Enobarbo, passou para o lado de Bruto depois do assassinato de César e foi condenado. Venceu a batalha naval em Filipos, e passou a partir daí a manter duas legiões e uma fronta de setenta navios no mar Jônico. Depois se reconciliou com Marco Antônio e tornou-se cônsul em 32 a.C. Depois, passou para o lado de Otaviano, mas morreu antes da Batalha de Ácio.[61][62][63][64][65][66][67]
- Lúcio Domício Enobarbo, genro de Marco Antônio, o triúnviro. Cônsul em 16 a.C., sucedeu Tibério no comando do exército romano na Germânia, onde cruzou o Albis e recebeu um triunfo. Suetônio o descreve como arrogante, pródigo e cruel e conta que Augusto foi forçado a restringir o banho de sangue em seus combates de gladiadores. Morreu em 25 d.C.[67][68][69][70]
- Cneu Domício Enobarbo, genro de Germânico e pai do imperador Nero. Foi cônsul em 32 d.C. e depois procônsul na Sicília. "Sua vida foi manchada por crimes de todos os tipos... e [ele] só escapou da execução por causa da morte de Tibério".[70][71][72][73]
- Domícia L. f. Cn. n. Lepida Major, tia do imperador Nero. Era casada com Décimo Hatério Agripa, morto por Tibério em 32 d.C., e, depois, com Caio Salústio Crispo Passieno, que a abandonou por Júlia Agripina, a mãe de Nero. Em idade avançada, Domícia foi envenenada pelo sobrinho, que queria suas propriedades em Baias e nas proximidades de Ravena, nas quais ele depois construiu magníficos ginásios.[74][75][76][77]
- Domícia L. f. Cn. n. Lepida Minor, tia do imperador Nero. Era esposa de Marco Valério Messala Barbato e mãe de Messalina, esposa do imperador Cláudio. Como a irmã, era rival de Agripina, a mãe de Nero, que induziu o filho a mandar executar a tia em 55 d.C.[78][79]
- Lúcio Domício Cn. f. L. n. Enobarbo, o imperador Nero.

### Outros
- Domício Marso, um poeta latino da época de Augusto. Ele ou um de seus ancestrais pertenceu à nação dos marsos e foi adotado por alguém da casa dos Domícios.[1]
- Domício Celer, um amigo íntimo de Cneu Calpúrnio Pisão, por quem foi enviado para a Síria. Depois da morte de Germânico, Domício convenceu Pisão a retornar para a província.[80]
- Cneu Domício Afer, um importante orador do século I e cônsul sufecto em 39.
- Cneu Domício Córbulo, cônsul sufecto em 39 e um dos maiores generais romanos. Na época de Cláudio, comandou os exércitos da Germânia e conseguiu muitos sucessos antes de ser convocado pelo invejoso imperador. Foi depois enviado para lutar contra o Império Parta, conseguindo grandes vitórias em 54 e 58. Acabou assassinado por ordem de Nero, que suspeitava de suas intenções, em 67.
- Domício Balbo, um romano rico de nível pretoriano, cujo testamento foi falsificado em 61 d.C.[81]
- Domícia Decidiana, esposa de Cneu Júlio Agrícola e sogra do historiador Tácito.
- Domício Ceciliano, amigo íntimo de Públio Clódio Trásea Peto, que o informou de sua condenação pelo senado em 67 d.C.[82]
- Domícia, filha mais velha de Córbulo, casou-se com o senador Lúcio Ânio Viniciano, que foi implicado num complô contra o imperador Nero e preferiu se matar a tentar se defender.
- Domícia Longina, filha mais nova de Córbulo. Casou-se com Lúcio Élio Pláucio Lâmia Emiliano, mas foi requisitada pelo futuro imperador Domiciano por volta de 69 d.C. Este casamento foi sem amor e ambos foram infiéis. Domícia foi imperatriz-consorte entre 81 e 96, Ciente da conspiração contra seu marido, mas temendo pela própria vida, encorajou os conspiradores e viveu muitos anos depois da morte do marido.[83][84]
- Domícia Paulina, esposa de Públio Élio Adriano Afer e mãe do imperador Adriano.
- Élia Domícia Paulina, irmã do imperador Adriano.
- Domício Labeu, o autor da carta na Digesta, e geralmente tido como um jurista. Deve ter vivido na primeira metade do século II.[1][85]
- Cneu Domício Tulo, cônsul sufecto em 74 e 98, irmão de Cneu Domício Lucano e pai adotivo de Domícia Lucila, a Velha.
- Cneu Domício Lucano, cônsul sufecto entre 76 e 78, irmão de Cneu Domício Tulo e marido de Domícia Lucila, a Velha.
- Domícia Lucila, a Velha, avó do imperador Marco Aurélio.
- Domícia Lucila Menor, mãe do imperador Marco Aurélio.
- Domícia Faustina, filha de Marco Aurélio, morreu na infância.
- Domício Calístrato, autor de uma obra em Heracleia que tinha pelo menos sete livros.[86]
- Caio Domício Dexter, cônsul em 196, durante o reinado de Sétimo Severo, que o nomeou prefeito da cidade.[87]
- Cneu Domício Ânio Ulpiano, um influente jurista do início do século XIII.
- Domício Floro, que foi expulso do senado por influência de Plauciano, mas restaurado no reinado de Macrino e feito tribuno da plebe.[88]
- Lúcio Domício Aureliano, imperador entre 270 e 275.
- Lúcio Domício Domiciano, um pretendente do Egito durante o reinado de Diocleciano.